# Station Higashi-Kaizuka
 Station Higashi-Kaizuka (東貝塚駅,  Higashi-Kaizuka-eki) is een spoorwegstation in de Japanse stad Kaizuka, gelegen in de prefectuur Ōsaka. Het wordt aangedaan door de Hanwa-lijn. Het station heeft twee sporen, gelegen aan twee eilandperrons.

## Treindienst

### JR West
| 1,2 | ■ Hanwa-lijn | richting Kumatori, Hineno en Wakayama |
| 3,4 | ■ Hanwa-lijn | richting Ōtori, Tennōji en Ōsaka      |

## Geschiedenis
Het station werd in 1934 geopend onder de naam Hanwa-Kaizuka (阪和貝塚). In 1940 kreeg het station de huidige naam.

## Overig openbaar vervoer
Er bevindt zich een bushalte nabij het station.

## Stationsomgeving
- Dependance van Unitika in Kaizuka:
  - Unitika Oak Town Kaizuka (winkelcentrum)
  - Keiyo (bouwcentrum)
  - Nationaal trainingscentrum van de Japanse Volleyballorganisatie
- Michitaka-tempel
- Autoweg 26
- 7-Eleven
- Fukuda-park